# ترودل ماير

ترودل ماير (بالألمانية: Trudel Meyer )‏ (و. 1922 – 1989 م) هي سياسية ألمانية، ولدت في دورتموند، كانت عضوةً في الحزب الديمقراطي الاجتماعي الألماني، توفيت عن عمر يناهز 67 عاماً.

## مناصب
تولت منصب عضو في البوندستاغ الألماني.